# Viguera
Viguera település Spanyolországban, La Rioja autonóm közösségben. Viguera Almarza de Cameros községgel határos. Lakosainak száma 379 fő (2024).

## Népesség
A település népessége az elmúlt években az alábbi módon változott:
| Lakosok száma | 348  | 397  | 417  | 444  | 435  | 447  | 408  | 387  | 390  | 379  |
|               | 2001 | 2004 | 2007 | 2009 | 2012 | 2014 | 2017 | 2019 | 2022 | 2024 |